# Baía do Céu de Abraão
A baía do Céu de Abraão é uma baía portuguesa localizada no povoado da Ponta da Ilha,  freguesia da Piedade, concelho das Lajes do Pico, ilha do Pico, Açores.
Esta baía localiza-se na Ponta da ilha entre a baía da Engrade e a baía da Caravela, próxima ao promontório da ponta dos Ouriços, à Manhenha e junto à ponta do Castelete, frente à elevação denominada ponta da Ilha.